# ۱۸۶۷
۱۸۶۷ (میلادی) هزار و هشتصد و شصت و هفتمین سال تقویم میلادی است.

## رویدادها
- تأسیس اداره پست کانادا

## زادروزها
- ۲۵ مارس - آرتورو توسکانینی، رهبر ارکستر ایتالیایی (م. ۱۹۵۷)
- ۲۶ مه - ماری تک، شهبانوی بریتانیای کبیر (م. ۱۹۵۳)
- ۸ ژوئیه - کته کلویتز، نقاش و مجسمه‌ساز آلمانی (م. ۱۹۴۵)
- ۷ اوت - امیل نولده، نقاش آلمانی (م. ۱۹۵۶)
- ۱۹ سپتامبر - آرتور راکهام، تصویرگر کتاب انگلیسی (م. ۱۹۳۹)
- ۷ نوامبر - ماری کوری، دانشمند لهستانی و برندهٔ جوایز نوبل شیمی و فیزیک (م ۱۹۳۴)
- ۱۹ نوامبر - پاول شوارتس، شرق‌شناس و ایران‌شناس آلمانی (م. ۱۹۳۹)
- ۲۷ نوامبر - شارل کوکلن، آهنگساز فرانسوی (م. ۱۹۵۰)
- ۸ ژانویه – امیلی گرین بالچ، اقتصاددان آمریکایی (د. ۱۹۶۱)
- ۲۰ ژانویه – ایوت گیلبر، بازیگر و خواننده فرانسوی (د. ۱۹۴۴)
- ۷ فوریه – لورا اینگلز وایلدر، نویسنده آمریکایی (د. ۱۹۵۷)
- ۱۹ مارس – ساکیشی تویودا، مخترع ژاپنی (د. ۱۹۳۰)
- ۷ مه – ولادیسلاو ریمونت، نویسنده لهستانی (د. ۱۹۲۵)
- ۱۴ مه – کورت آیسنر، سیاست‌مدار آلمانی (د. ۱۹۱۹)
- ۸ ژوئن – فرانک لوید رایت، مشهورترین معمار تاریخ آمریکا (د. ۱۹۵۹)
- ۱۰ ژوئیه – ماکس فن بادن، سیاست‌مدار آلمانی (د. ۱۹۲۹)
- ۳ اوت – استنلی بالدوین، سیاست‌مدار بریتانیایی (د. ۱۹۴۷)
- ۱۱ اوت – هوبرت باسورث، تهیه‌کننده، فیلمنامه‌نویس، بازیگر، و کارگردان آمریکایی
- ۱۴ اکتبر – ماسائوکا شیکی، بازیکن بیسبال، نویسنده، و شاعر ژاپنی (د. ۱۹۰۲)
- ۲۲ اکتبر – اتو برمر، بانک‌دار و بشردوست آلمانی-آمریکایی (د. ۱۹۵۱)
- ۵ دسامبر – یوزف پیلسودسکی، سیاست‌مدار لهستانی (د. ۱۹۳۵)

## درگذشت‌ها
- ۲۶ ژوئیه – اوتو، شاه یونان، سیاست‌مدار آلمانی (ز. ۱۸۱۵)
- ۲۵ اوت – مایکل فارادی، فیزیک‌دان و شیمی‌دان بریتانیایی (ز. ۱۷۹۱)
- ۱۰ دسامبر – ساکاموتو ریوما، سیاست‌مدار ژاپنی (ز. ۱۸۳۶)
- ۱۴ ژانویه – ژان اگوست دومینیک انگر، هنرمند، نقاش، و سیاست‌مدار فرانسوی (ز. ۱۷۸۰)
- ۲۳ اکتبر – فرانتس بپ، زبان‌شناس آلمانی (ز. ۱۷۹۱)